# Riserva naturale di Timbavati
La Riserva di Timbavati è adiacente al Parco nazionale Kruger, in Sudafrica. Fu istituita nel 1956 dall'unità di intenti della Timbavati Association come Riserva di caccia (Game Reserve). Non ci sono recinzioni tra il Timbavati e il parco Kruger, ciò consente la libera circolazione della fauna selvatica tra le riserve. 

La riserva è diventata famosa in seguito alla scoperta, nell'ottobre del 1975, di una cucciolata di leoni bianchi. Il naturalista e fotografo Chris McBride ne documentò la vita, narrandola in un avvincente libro: I bianchi leoni di Timbavati.

## Motto di Timbavati
"Gli animali selvaggi non sono nostri e non possiamo farne quello che vogliamo. Dobbiamo renderne conto a coloro che verranno dopo di noi."